# Клишин, Юрий Петрович
Юрий Петрович Клишин (род. 25 мая 1947 года,  Бердюжье (Тюменская область) РСФСР) — советский военачальник и российский государственный деятель, генерал-лейтенант авиации, заслуженный военный лётчик Российской Федерации, заместитель главнокомандующего – главный инженер Военно-Воздушных Сил (ВВС) Российской Федерации (1996-2002), кандидат технических наук (1997). Начальник Государственного лётно-испытательного центра Министерства обороны имени В. П. Чкалова (1991—1996), Почётный гражданин города Ахтубинска (2007).

## Биография
Юрий Клишин родился 25 мая 1947 года в деревне Бердюжье (Тюменская область) в семье рабочих.
В 1969 году окончил Ейское высшее военное авиационное училище летчиков, инструктор  по подготовке военных летчиков.
В 1978 году окончил Военно-воздушную академию имени Ю. А. Гагарина.
С 1978 года служил в Группе Советских войск в Германии в качестве командира авиаэскадрильи, замкомандира авиаполка.
В 1983-1988 годах служил в Забайкальском военном округе в качестве командира авиаполка и замкомандира авиадивизии.
В 1990 году окончил Военную академию Генерального Штаба Вооруженных Сил СССР и по его собственной просьбе был направлен служить в 8-й ГНИИ ВВС им. В.П. Чкалова, где начальник института генерал-лейтенант Козлов Лев Васильевич предложил Клишину должность замначальника, а затем начальника Филиала ГК НИИ ВВС на Чкаловской.
В 1991 году — начальник 8-го ГНИИ ВВС генерал-лейтенант Козлов Лев Васильевич  рекомендует Клишина в качестве начальника 929-го ГЛИЦ им. В.П. Чкалова. На момент назначения, в 1991 году, Клишин Ю.П. являлся последним начальником 8-го ГНИИ ВВС им. В.П. Чкалова.
В 1991—1996 годах — начальник 929 ГЛИЦ ВВС.
В 1996—2002 годах — заместитель Главкома ВВС Российской Федерации — главный инженер ВВС Российской Федерации.
В 1997—2000 годах член Коллегии ОАО «Туполев», «ТАВИА», «Авиастар», «Пермские моторы», «Авиадвигатель», член Совета директоров ОАО «Авиакор».
С 2002 года — в запасе в звании генерала-лейтенанта.

### Вклад в развитие Ахтубинска
После развала СССР Республика Казахстан приватизировала все испытательные полигоны, находящиеся на ее территории. Астраханская область в лице Главного летно-испытательного центра осталась без испытательной базы. В 1994 г. - состоялась встреча начальника ГЛИЦ им. В.П. Чкалова Клишина с Президентом Казахстана Н. А. Назарбаевым в Форт-Шевченко. По итогам встречи вопрос о лётно-испытательных работах на территории Казахстана был решен в пользу ГЛИЦ.
В 1991-1992 годах военнослужащим ГЛИЦ по несколько месяцев не выдавали зарплату. При непосредственном участии губернатора Астраханской области А. П. Гужвина и Клишина  вопрос был решен путем договорённости с управляющим банка Астрахани о денежном займе для военнослужащих гарнизона (сумма в 60 млн. рублей была выделена и доставлена самолетом в город Ахтубинск при участии заместителей начальника ГЛИЦ, полковника Иванова Е.И., Слабуки А.В. и  начальника финансовой службы ГЛИЦ, полковника Сениченко Е.И.).
Благодаря деловым качествам Юрия Петровича Клишина был создан высокогорный полигон в горах Кабардино-Балкарии единственного в мире. Он был построен в короткие сроки при поддержке президента Кабардино-Балкарской Республики В. Кокова. Это позволило организовать испытания авиационных комплексов и вооружения в условиях высокогорной местности.
При участии Ю.П. Клишина и его заместителя Е.И. Иванова, совместно  с главой администрации Ахтубинска В.А. Андросовым, была создана гандбольная команда «Авиатор», а также построен физкультурно-оздоровительный комплекс. Также, по инициативе Ю.П. Клишина и его заместителя А.В. Слабуки в 1994 году в Ахтубинске была открыта спецшкола с первоначальной лётной подготовкой имени П. О. Сухого, городское телевидение «АТВ – Центр» и организован выпуск газеты «Испытатель». Помог Клишин и в открытии дневного отделения экономического факультета филиала "Взлёт" Московского авиационного института, а также — медицинского училища.
В 1994 году Клишин был избран депутатом Совета Астраханской области. Им было инициировано строительство дороги с твердым покрытием Ахтубинск-Баскунчак.

### Работа в авиационной промышленности
В 2002—2004 годах — заместитель генерального директора ЗАО ОКБ «Русская авионика».
В 2005—2008 годах - и. о. начальника, начальник Лётно-исследовательского института имени М. М. Громова.
В 2008-2013 годах — заместитель генерального директора ОАО «Волга-Авиасервис».
В 2015—2018 годах — генеральный директор ОАО Дукс (завод).
С 2018 года — председатель Совета Директоров ОАО Дукс (завод).

### Cемья
Отец - Клишин Пётр Иванович (1918-1953) - гвардии капитан 4-го стрелкового полка 98-й стрелковой дивизии Дальневосточного фронта. Затем 89-й гвардейской стрелковой дивизии Украинского фронта. Награжден дважды Орденом Красной Звезды. Погиб на военных учениях в г. Ленинакан (Гюмри), Армянская ССР. 
Мать - Клишина (Данилова) Мария Григорьевна (1923-2020) - младший лейтенант, награждена Орденом Отечественной войны 1-й степени. 
Жена - Клишина Елена Сергеевна. Сын - Клишин Владимир Юрьевич, дочь -  Клишина Марина Юрьевна.

## Награды и звания
- Орден «За военные заслуги» (Россия)[2]
- Орден Красной Звезды[2]
- Орден «За заслуги перед Отечеством» 4-й степени[2]
- Лауреат Государственная премия Российской Федерации
- Дважды Лауреат Премия Правительства Российской Федерации в области науки и техники[2]
- Заслуженный военный лётчик Российской Федерации[2]
- Генерал-лейтенант авиации[2]
- Кандидат технических наук[2]
- Почётный гражданин города Ахтубинска (2007)